# Presa de Farakka
La presa de Farakka se encuentra en el río Ganges, en el distrito de Murshidabad, en el estado indio de Bengala Occidental, a unos 18 km de la frontera con Bangladés, cerca de Shibganj. El municipio de Farakka Barrage Township está ubicado en Farakka (bloque de desarrollo comunitario) en el distrito de Murshidabad. La construcción de la presa de Farakka comenzó en 1962 y se completó en 1970 con un costo de 208 millones de dólares. Empezó a funcionar el 21 de abril de 1975. La presa tiene unos  2304 m de longitud. El canal de alimentación de Farakka), desde la presa hasta el río Bhagirathi-Hooghly, tiene unos 41,8 km de longitud.

## Geografía
La presa está localizada en 24°48′16″N 87°55′59″E / 24.80444, 87.93306.

## Propósito
La presa fue construida por la  Hindustan Construction Company. Posee 109 puertas, de las que 108 están sobre el río y la 109 sobre la tierra, en Malda, como medida de precaución. La presa proporciona agua a la Central Térmica de Farakka Super (
24°46′21″N 87°53′39″E.
). También hay sesenta pequeños canales que pueden desviar algo de agua a otros destinos, para agua potable, etc.
El objetivo de la presa es desviar 64 000 pies cúbicos por segundo (1812,3 m³/s) de agua desde el Ganges hasta el río Hooghly para eliminar la deposición de sedimentos del puerto de Kolkata sin necesidad de un dragado mecánico regular. Después de poner en marcha el proyecto, se descubrió que el flujo de agua desviado de la presa de Farakka no era adecuado para eliminar satisfactoriamente los sedimentos del río. Además, hay derrumbes regulares de tierra en el río Ganges debido al alto nivel de las aguas estancadas de la presa de Farakka. Gran parte de la tierra que había río arriba ya se ha convertido en lecho río bajo, lo que provoca el desplazamiento de grandes poblaciones. El agua desviada de la presa de Farakka es menos del 10% del agua del río Ganges disponible en Farakka.

## Tratado de distribución de agua de Farakka
Según el tratado entre India y Bangladés, firmado en 1996, para compartir el agua del Ganges en Farakka, la división es la siguiente (1 cusec equivale a 1 pie cúbico por segundo o 0.028316847 m3 por segundo:
| Disponibilidad en Farakka  | Parte de la India    | Parte de Bangladés   |
| -------------------------- | -------------------- | -------------------- |
| 70.000 cusec o menos       | 50%                  | 50%                  |
| 70.000 – 75.000 cusegundos | Equilibrio del flujo | 35.000 cusegundos    |
| 75.000 cusec o más         | 40.000 cusegundos    | Equilibrio del flujo |

## Impacto

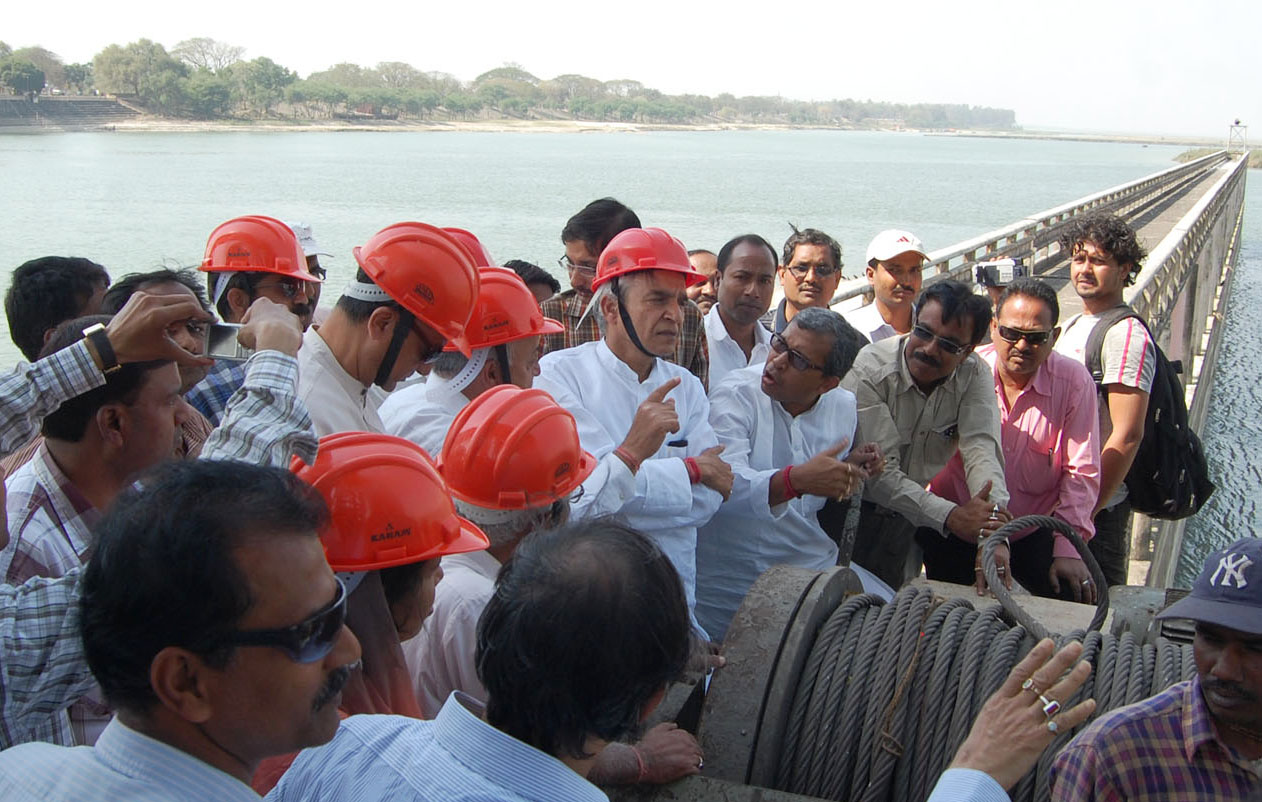
El ministro de la Unión, Pawan Kumar Bansal, inspeccionando la puerta dañada no. 16 en la presa de Farakka en 2012.

El Ganges es uno de los principales ríos del mundo. Nace a una altitud de unos 4356 metros (14 291,3 pies) en Gangotri, en la ladera sur de la cordillera del Himalaya. Alrededor del 70% de la población total de Bangladés y alrededor del 50% de la población india vive en la cuenca del Ganges; El 43% del área total de regadío en la India también se encuentra en la cuenca del Ganges y hay alrededor de 100 asentamientos urbanos con una población total de alrededor de 120 millones en sus orillas. Como resultado, Bangladés y la India han tenido muchos debates sobre cómo la Presa de Farakka corta el suministro de agua de Bangladés y cómo compartir el agua. Desde el principio, esto generó una preocupación por parte de Bangladés, ya que constituye la parte baja del valle del Ganges. Después de la finalización de la presa a fines de 1975, se acordó ejecutarlo con descargas específicas por un período de 41 días, del 21 de abril al 31 de mayo, durante el período restante de la estación seca de 1975, en virtud de un acuerdo anunciado como acuerdo conjunto, en un comunicado de prensa del 18 de abril de 1975. Pero después del asesinato de Sheikh Mujibur Rahman el 15 de agosto de 1975, las relaciones entre los dos países se tensaron mucho y la India siguió retirando agua incluso después del período acordado. Las desviaciones llevaron a una situación de crisis en Bangladés en la estación seca de 1976. En 1977, Bangladés acudió a las Naciones Unidas y presentó una protesta formal contra la India ante la Asamblea General de las Naciones Unidas, que adoptó una declaración de consenso el 26 de noviembre de 1976. Las conversaciones entre los dos países se reanudaron en diciembre de 1976. No se llegó a un consenso.
Veinte años después, en 1996, se firmó un acuerdo por 30 años. No contenía ninguna cláusula de garantía para el suministro de cantidades mínimas incondicionales de agua a Bangladés o la India, ni se podían tener en cuenta los parámetros hidrológicos futuros, como siempre ocurre cuando los recursos hídricos se planifican sobre series de datos históricos. Como resultado, algunas secciones de Bangladés a veces perciben que el acuerdo no ha logrado el resultado esperado. El monitoreo constante de la implementación de las negociaciones en la temporada de escasez continúa hasta el día de hoy. En Bangladés, se percibe que el desvío ha elevado los niveles de salinidad, contaminado la pesca, obstaculizado la navegación y planteado una amenaza para la calidad del agua y la salud pública. Los niveles más bajos de humedad del suelo junto con el aumento de la salinidad también han llevado a la desertificación. Sin embargo, este aluvión todavía tiene un efecto significativo en la relación mutua de estos dos países vecinos.
La presa de Farakka ha sido criticada por las inundaciones en Bihar, ya que está causando una sedimentación excesiva en el Ganges.